# Рожепы
Рожепы (укр. Рожепи) — село на Украине, находится в Жмеринском районе Винницкой области.
Код КОАТУУ — 0521086009. Население по переписи 2001 года составляет 274 человека. Почтовый индекс — 23121. Телефонный код — 4332.
Занимает площадь 1,203 км².

## Адрес местного совета
23121, Винницкая область, Жмеринский р-н, с. Стодульцы, ул. Ленина